# Делюи, Анри
Анри Делюи (Henri Deluy 1931—2021) французский поэт, переводчик, издатель, критик, литературный деятель.
На протяжении 50 лет был главным редактором журнала Аксьон поэтик (Action poétique), старейшего и наиболее авторитетного поэтического журнала Франции.
Анри Делюи родился в Марселе, в 13 лет осознал себя поэтом и послал свои стихи Блезу Сандрару, в 18 ушёл из дома колесить по Европе и Британии автостопом, в 1958 году стал главным редактором журнала Аксьон поэтик, сделал его главным поэтическим журналом Франции и возглавлял его полвека. Начиная с пятидесятых годов прошлого столетия не найдется, пожалуй, ни одного значительного поэтического имени во Франции, не представленного на его страницах. Журнал предоставлял возможность поэтического высказывания всем, независимо от принадлежности к той или иной группе или течению, его главное достоинство было в спокойном и уважительном тоне, он не был арбитром, но был знаком качества.
Эпиграфом к одной из поэтических книг Анри Делюи стали слова Ренана: «Чем менее вещи поэтичны, тем более они истинны». При первом знакомстве со стихами Анри Делюи вспоминаются слова Георгия Адамовича «вы хотите, чтобы слов вообще не было», это поэзия аскезы, поэзия "последних ", коротких негромких слов. Внешне его стихи часто вплотную подходят к поэзии минимализма. Анри Делюи не пишет стихов, он пишет книги стихов, и это отличие очень важно для него как и для большинства современных французских поэтов. Это не циклы, а именно книги стихов, и смысл каждого стихотворения рождается не на пространстве десяти-пятнадцати строк, а на всём многостраничном пространстве книги, в её перекличках, созвучиях и взаимоотражениях. У Анри Делюи есть такие строки: «Взрослеть — это учиться молчать». Слова весомые как молчание, таково невысказанное им поэтическое кредо последних десятилетий. Великолепный мастер, владевший всеми регистрами французского стиха, что он широко демонстрировал в своих поэтических переводах со множества языков, в собственных стихах он от книги к книге все более скупо пользовался любыми яркими красками, все более приближаясь к «неслыханной простоте».
Вся литературная жизнь и Анри Делюи и его журнала это длившееся многие десятилетия подвижничество Он сам взвалил на себя миссию поднятия престижа поэзии во Франции Он не только поэт, переводчик, издатель, руководитель международного поэтического фестиваля «Биенале Валь-де-Марн», но и составитель критических антологий современной французской поэзии. Ценность его антологий, в которых он кратко, но ёмко и точно представляет несколькими абзацами своих современников, только возрастает по прошествии времени.
В 2012 году вышел последний номер Аксьон поэтик.
Анри Делюи умер в возрасте 90 лет на родине в Марселе.

###### Переводы на русский язык
Анри Делюи Стихи Перев. М.Ваксмахера / Страницы европейской поэзии XX век. Переводы Мориса Ваксмахера — М Искусство и мода 1992 с.502-505
Анри Делюи Стихи Перев. Г .Герцевич и М. Ваксмахера./Семь веков французской поэзии — СПб Евразия 1999 с.672
Анри Делюи Стихи и Первая сюита Жоржу Переку (фрагменты) / Versии Французская поэзия в переводах Натальи Стрижевской — М Дом-музей Марины Цветаевой 2008 с.510-525

##### Краткая библиография
- Images, Éditions de La Revue Moderne, 1948.
- L’Infraction, Seghers, 1974.
- L ou T’aimer, Orange Export Ltd, 1980.
- Les Mille, Seghers, 1980.
- La Substitution, La Répétition, 1983.
- Vingt-quatre heures d’amour en juillet, puis en août, Ipomée, 1987.
- Premières suites, Flammarion, 1991.
- L’Amour charnel, Flammarion, 1994.
- Les Arbres noirs, Flammarion, 2006.
- Au blanc de neige, Éditions Virgile, 2007.
- L’heure dite, Flammarion, 2011.
- Imprévisible passé, Le Temps des Cerises, 2012.L’Anthologie arbitraire d’une nouvelle poésie. 1960—1982. Trente poètes, Flammarion, 1983
- Poésie en France, 1983—1988, une anthologie critique, Flammarion,1989.
- Une autre anthologie, Fourbis,1992.
- Poésies en France depuis 1960, 29 femmes, une anthologie, Stock,1994
- Une anthologie de circonstance, Fourbis,1994
- L’Anthologie 2000, Farrago, 2000.
- Une anthologie de rencontres, Farrago, 2002.